# Triveneto

Las Tre Venezie.

El nombre Triveneto o Tre Venezie aparece por primera vez en escritos del 1863 y se refiere al área italiana de las tierras habsbúrgicas cerca de Venecia, habitada por el pueblo véneto. Actualmente la casi totalidad de estas tierras se encuentra dentro del estado italiano. El nombre Tres Venecias expresamente se refiere a la Venezia Tridentina, Venezia Euganea y Venezia Giulia, la cual se encuentra en buena parte hoy en los estados esloveno y croata. Las lenguas principales habladas actualmente en Triveneto son italiano, véneto, friulano, ladino, esloveno y croata. 